# Suimanga superb
El suimanga superb (Cinnyris superbus) és un ocell de la família dels nectarínids (Nectariniidae).

## Hàbitat i distribució
Habita boscos i clarianes de Sierra Leone, Libèria, sud-est de Guinea, sud de Mali, Burkina Faso, Costa d'Ivori, Ghana, Togo, Benín, Nigèria, Camerun, Guinea Equatorial, el Gabon, República del Congo, sud-oest de la República Centreafricana, nord, nord-est, sud-oest, sud i est de la República Democràtica del Congo, Uganda i l'extrem oest de Kenya, i cap al sud fins l'oest i nord-oest d'Angola i l'extrem nord-oest de Tanzània.